# Azalein (Teerfarbstoff)
Azalein ist ein heute nur noch selten verwendeter roter Teerfarbstoff, der aus salpetersaurem Rosanilin besteht.

## Geschichte
Perkin schloss 1856 aus der Tatsache, dass Chinin (eine chemische Verbindung bestehend aus Kohlenstoff, Wasserstoff, Stickstoff und Sauerstoff), aus Destillaten des Steinkohlenteeres (bestehend aus Kohlenstoff, Wasserstoff und Stickstoff) unter oxidativen Bedingungen (Sauerstoffzufuhr) herstellbar sein müsste.
Über die Struktur organischer Verbindungen war zu diesem Zeitpunkt wenig bekannt. Man kannte nur die elementare Zusammensetzung, basierend auf der von Justus von Liebig entwickelten Elementaranalyse (siehe auch Fünf-Kugel-Apparat). Von den genauen Strukturen, insbesondere über die Struktur aromatischer Verbindungen (Aromaten, erkannt von Friedrich August Kekulé von Stradonitz, 1861) wusste man zu diesem Zeitpunkt nichts.
Bei seinen Versuchen der Synthese von Chinin durch Oxidation eines Gemisches aus Anilin und Toluidin mit Kaliumdichromat erhielt Perkin einen Farbstoff, der Seide violett färbte und den er Anilinpurpur nannte. Später erhielt dieser den Namen Mauvein (benannt nach der Blütenfarbe der Malve). Anilinpurpur/Mauvein war der erste synthetisch hergestellte Farbstoff.
Im Jahr 1858 entdeckten August Wilhelm von Hofmann, deutscher Chemiker, und nahezu gleichzeitig François-Emmanuel Verguin, französischer Chemiker, Anilinrot durch Einwirkung von Arsensäure Anilin. Anilinrot benannte man nach der amerikanischen Zierpflanze Fuchsie Fuchsin.
1859 entwickelten Jean Gerber-Keller & Sohn (F-Mulhouse) ein neues Verfahren zur Herstellung von Anilinrot, in dem sie Quecksibernitrate als Oxidationsmittel verwendeten (sogenannte Azalein-Methode). Den Farbstoff wollten sie unter dem Handelsnamen Azalein vermarkten; er war Fuchsin hinsichtlich seiner Färbekraft, Reinheit und Preis überlegen. Ein in Frankreich eingereichtes Patent jedoch wurde aufgrund der bestehenden Schutzrechte für Fuchsin zurückgewiesen. Da alle aus Steinkohlenteer hergestellten Produkte eine ähnliche Struktur hatten, blockierte das französische Patent weitere Forschungen in Frankreich. Die Schweiz war im Jahre 1859 neben der Türkei eines der wenigen Länder ohne einen geregelten Erfindungsschutz. Aus diesem Grunde wurde eine Produktion in Basel aufgenommen.

## Herstellung
Azalein entsteht durch Einwirkung von Oxidationsmitteln in der Hitze auf mit Toluidin verunreinigtes Anilin. Nach der Methode Jean Gerber-Keller & Sohn erhält man das Nitrat. Die Reaktion lässt formal als elektrophile Substitution von Anilin durch p-Aminobenzaldehyd und nachfolgender Wasserabspaltung deuten:

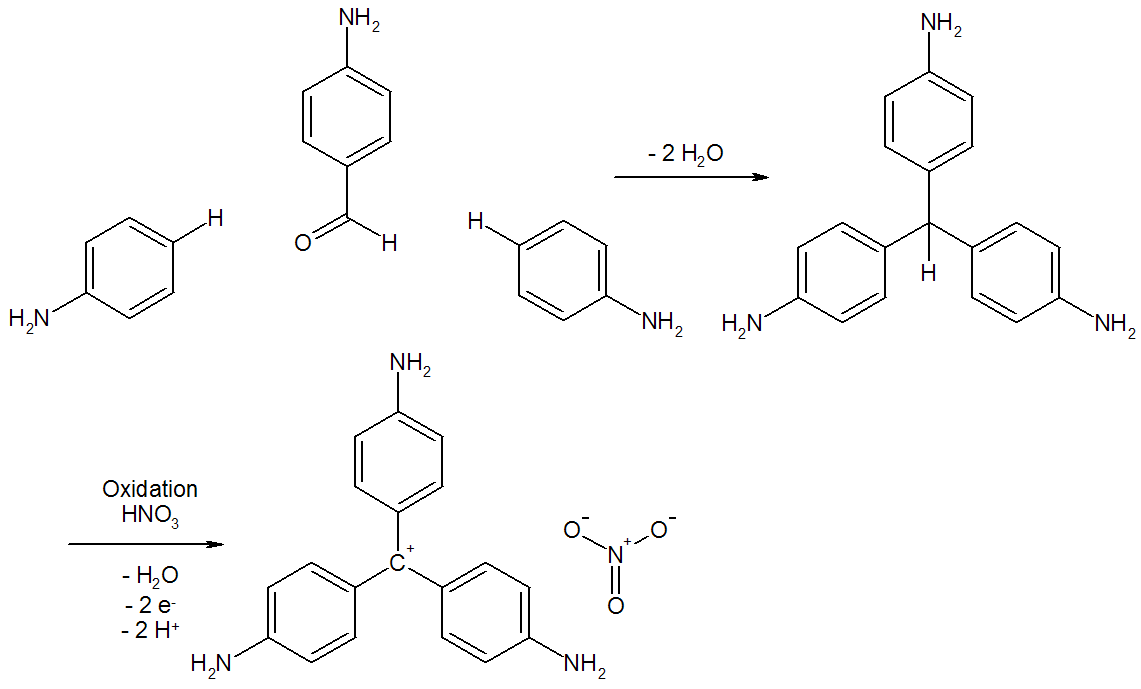
Grundstruktur

Je nach Verunreinigungsgrad des Anilins mit Toluidin erhält man mehr oder weniger alkylierte Verbindungen. Eine exakte Strukturformel lässt sich deshalb nicht angeben.

## Bedeutung
Azalein war Ende des 19. Jahrhunderts ein wirtschaftlich bedeutender Farbstoff. Insgesamt hatte aber auch der Patentstreit um die Anilinfarbstoffe, insbesondere Fuchsein und Azalein, bedeutenden Einfluss auf die Gestaltung nationaler Erfindungsschutzrechte. Da diese Schutzrechte zu nationalen Monopolen (Fuchsin-Patent) führten, die national zu überhöhten Preisen führten, aber auch Produktionsstätten in andere Länder abwandern ließen, hatte die „Erfindung“ des Azaleins auch politische Bedeutung.